# Roberto II di Borgogna
Roberto II di Borgogna, in francese Robert II de Bourgogne (1248 – Vernon-sur-Seine, 21 marzo 1306) fu Duca di Borgogna e re titolare di Tessalonica, dal 1272, alla sua morte.

## Origine
Come ci viene confermato nel testamento del padre del 1272, era il figlio quintogenito ed anche ultimogenito del Duca di Borgogna ed in seguito re titolare di Tessalonica, Ugo IV di Borgogna e della prima moglie, Iolanda di Dreux, che, come ci viene confermato dalla Chronica Albrici Monachi Trium Fontium, era figlia del conte di Dreux e di Braine, Roberto III e della moglie (come ci viene confermato dal documento n° LXXIX del Cartulaire du comté de Ponthieu), Eleonora, signora di Saint-Valéry, come appendiamo dalla Histoire généalogique des ducs de Bourgogne de la maison de France.
Ugo IV di Borgogna era l'unico figlio maschio del Duca di Borgogna, Oddone III e di Alice di Vergy, come ci confermano gli Annales S. Benigni Divisionensis (Anno ab incarnatione domini 1212. 7. Idus Marcii, 6. feria ante mediam noctem anno bisextili natus est Hugo, filius Oddonis ducis de domina de Vergerie); Alice, come ci conferma la Histoire généalogique des ducs de Bourgogne de la maison de France, era figlia di Ugo signore di Vergy, e della moglie (come risulta dal documento n° 4314 del Recueil des chartes de l'abbaye de Cluny. Tome 5 -Hugo dominus Vergiaci........uxor eius domina Gilia-) Gillette di Traînel ( † dopo il 1217) e, secondo il documento n° 64 del Collection des principaux cartulaires du diocèse de Troyes, Volume 1, inerente ad una donazione fatta dal padre stesso, figlia di Guarniero, signore di Traînel, che cita il marito di Gisla (Hugo de Vergeio gener meus) e della moglie di cui non si conoscono né il nome né gli ascendenti.

## Biografia
Suo fratello Oddone, il primogenito, erede del ducato di Borgogna e conte di Nevers, Auxerre e Tonnerre, nel 1266, partì per la Terra santa, lasciando i suoi possedimenti alle figlie, sotto la tutela del nonno, Ugo IV di Borgogna. Mentre si trovava a San Giovanni d'Acri, molto probabilmente in quello stesso anno, morì in seguito ad una malattia.
Suo fratello Giovanni, il secondogenito, dal 1262 signore di Borbone, nel 1266, divenne anche erede del ducato di Borgogna; ma anche Giovanni, nel corso del 1268, morì; così Roberto divenne erede del ducato di Borgogna, come viene confermato nel testamento del padre del 1272; il mese di ottobre di quello stesso anno, Ugo IV lasciò il ducato al figlio, Roberto, in cambio di un usufrutto; ma in quello stesso mese morì: secondo il necrologio degli Obituaires de Lyon II, Diocèse de Chalon-sur-Saône, Abbaye chef d'ordre de Cîteaux (non consultato), Ugo mori il 30 ottobre 1272 (III Kal Nov 1272), lasciando i titoli di duca di Borgogna e di re titolare di Tessalonica, all'ultimo figlio di primo letto, Roberto.

Blasone del Ducato di Borgogna.

Roberto fu coinvolto nella guerra dei tre Roberti, contro Roberto, conte di Nevers e contro Roberto, conte di Clermont, alleati tra loro. Solo l'intervento del re di Francia, Filippo III l'Ardito, che si propose come mediatore risolse i problemi fra Roberto, duca di Borgogna e i due Roberti, conti, confermando a Roberto II il ducato.
Quando sotto il pontificato di papa Niccolò III (1277-1280), l'imperatore, Rodolfo d'Asburgo volle ricreare il regno di Arles dovette trattare con Carlo I d'Angiò e fu trovato il seguente accordo:
- al momento delle nozze tra il nipote di Carlo, Carlo Martello, figlio di Carlo lo Zoppo e Clemenza, figlia di Rodolfo, l'imperatore avrebbe ricostituito il regno di Arles per Carlo lo Zoppo che avrebbe dovuto cederlo immediatamente ai due giovani sposi[15].

L'accordo, in attesa che Carlo Martello raggiungesse l'età canonica per matrimonio ebbe numerosi avversari: il conte Filippo I di Savoia, il duca Roberto II di Borgogna, il conte della Franca Contea, Ottone IV di Borgogna e vari altri feudatari della Provenza e della Borgogna. Comunque le mire di Carlo sul regno di Arles, con tutte le altre sue ambizioni, furono rese vane dalla sconfitta subita in seguito ai vespri Siciliani.
Tra il 1279 ed il 1280, Roberto stipulò con il Conte di Borgogna, Ottone IV un contratto di matrimonio per il suo primogenito ed erede, Giovanni, di pochi mesi, con la figlia primogenita ed erede di Ottone IV, Alice, con la prospettiva di riunire contea e ducato; però il piano non poté essere portato a termine, poiché Giovanni di Borgogna, dopo pochi anni morì e poco dopo morì anche Alice di Borgogna.
Roberto fu incaricato di importanti missioni dai re di Francia, Filippo l'Ardito e Filippo il Bello. Da quest'ultimo fu nominato gran ciambellano di Francia.
Nel 1297, Filippo il Bello lo scelse per una delicata missione a Roma, per cui Roberto fece testamento, nominando suo successore il figlio, Ugo e affidando la reggenza alla moglie, Agnese di Francia, sinché Ugo non avesse raggiunto la maggior età.
Nel 1302, affiancò Filippo il Bello nella guerra contro i Fiamminghi.
Dopo che, l'anno prima, si era ammalato, Roberto morì il 21 marzo 1306 lasciando erede il figlio Ugo, sotto la tutela della madre, Agnese di Francia; secondo il Continuatio Chronici Guillelmi de Nangiaco, morì nel 1305, mentre secondo l'epitaffio nell'Abbazia di Cîteaux, dove era stato sepolto, era morto nel 1309.

## Matrimonio e discendenza
Dopo che, nel 1272, il matrimonio era stato concordato con il re di Francia, Filippo III l'Ardito, verso il 1274, Roberto aveva sposato la sorella di Filippo III, Agnese di Francia (1260-1327), che, come ci viene confermato dalla Chronique anonyme des rois de France, Agnese era la figlia minore (ultimogenita) del re di Francia, San Luigi IX (1215 – 1270) e di Margherita di Provenza (1221 – 1295), che, come riportato dal Vincentii Bellovacensis Memoriale Omnium Temporum era la figlia primogenita del conte di Provenza e conte di Forcalquier, Raimondo Berengario IV (1198 – 1245) e della moglie (come risulta dalla cronaca del monaco benedettino inglese, cronista della storia inglese, Matteo Paris (1200 – 1259), quando descrive il matrimonio della figlia Eleonora con il re d'Inghilterra, Enrico III), Beatrice di Savoia (1206 – 1266).
Roberto ed Agnese ebbero dieci figli:
- Margherita (prima del 1279 - † bambina), secondo la Histoire des ducs de Bourgogne de la race capétienne, vol. VI era la primogenita e morì giovane[25];
- Giovanni (1279 - † 1283), fidanzato ad Alice di Borgogna[16], morto ancora bambino[17];
- Bianca (1288 † 1348), che il 27 settembre 1307[25] sposò il conte di Savoia Edoardo I il Liberale (1284 – 1329), come conferma il Continuatio Chronici Guillelmi de Nangiaco[26];
- Margherita (1290 – 1315), che sposò il 23 settembre 1305 il futuro re di Francia e di Navarra, Luigi X, detto il Testardo o l'Attaccabrighe[27] e ripudiata, nel 1315[25];
- Giovanna (1293 – 1349), che sposò nel luglio del 1315 Filippo di Valois[28] (1293 – 1350), conte del Maine, di Valois e d'Angiò, poi re Filippo VI di Francia[29];
- Ugo[18] (1294 – 1315), Duca di Borgogna e re titolare di Tessalonica, dopo il padre[25].
- Oddone[18] (1295 – 1349), Duca di Borgogna, dopo il fratello, Ugo V[25];
- Luigi (1297 – 1316), re titolare di Tessalonica, dopo il fratello, Ugo V[25] e principe d'Acaia e Morea col matrimonio, del 6 aprile 1312[25] ,con Matilde di Hainaut[30];
- Maria (1298-1310), che sposò nel 1310[31] il conte Edoardo I di Bar[32];
- Roberto (1302 – 1334), che sposò l'8 giugno 1321 Giovanna di Châlon[25] (1300 – 1333), contessa di Tonnaire, figlia di Guglielmo I d'Auxerre (? – 1304)[33].

## Ascendenza
|                        |                     |                         | Genitori                 |  |  | Nonni |  |  | Bisnonni            |  |  | Trisnonni             |  |
|                        |                     |                         |                          |  |  |       |  |  | Ugo III di Borgogna |  |  | Oddone II di Borgogna |  |
|                        |                     |                         |                          |  |  |       |  |  | Ugo III di Borgogna |  |  | Oddone II di Borgogna |  |
|                        |                     | Maria di Blois          |                          |  |  |       |  |  | Ugo III di Borgogna |  |  |                       |  |
| Oddone III di Borgogna |                     |                         |                          |  |  |       |  |  | Ugo III di Borgogna |  |  |                       |  |
|                        |                     | Alice di Lorena         | Matteo I di Lorena       |  |  |       |  |  |                     |  |  |                       |  |
|                        |                     | Alice di Lorena         | Matteo I di Lorena       |  |  |       |  |  |                     |  |  |                       |  |
|                        |                     | Alice di Lorena         | Berta di Svevia          |  |  |       |  |  |                     |  |  |                       |  |
| Ugo IV di Borgogna     |                     | Alice di Lorena         |                          |  |  |       |  |  |                     |  |  |                       |  |
|                        |                     | Ugo di Vergy            | Guido di Vergy           |  |  |       |  |  |                     |  |  |                       |  |
|                        |                     | Ugo di Vergy            | Guido di Vergy           |  |  |       |  |  |                     |  |  |                       |  |
|                        |                     | Ugo di Vergy            | Alice/Adelaide           |  |  |       |  |  |                     |  |  |                       |  |
| Alice di Vergy         |                     | Ugo di Vergy            |                          |  |  |       |  |  |                     |  |  |                       |  |
|                        |                     | Gillette di Trainel     | Guarniero di Trainel     |  |  |       |  |  |                     |  |  |                       |  |
|                        |                     | Gillette di Trainel     | Guarniero di Trainel     |  |  |       |  |  |                     |  |  |                       |  |
|                        |                     | Gillette di Trainel     | …                        |  |  |       |  |  |                     |  |  |                       |  |
| Roberto II di Borgogna |                     | Gillette di Trainel     |                          |  |  |       |  |  |                     |  |  |                       |  |
|                        | Roberto II di Dreux | Roberto I di Dreux      |                          |  |  |       |  |  |                     |  |  |                       |  |
|                        | Roberto II di Dreux | Roberto I di Dreux      |                          |  |  |       |  |  |                     |  |  |                       |  |
|                        | Roberto II di Dreux | Agnese di Baudemont     |                          |  |  |       |  |  |                     |  |  |                       |  |
| Roberto III di Dreux   | Roberto II di Dreux |                         |                          |  |  |       |  |  |                     |  |  |                       |  |
|                        |                     | Iolanda di Coucy        | Rodolfo I di Coucy       |  |  |       |  |  |                     |  |  |                       |  |
|                        |                     | Iolanda di Coucy        | Rodolfo I di Coucy       |  |  |       |  |  |                     |  |  |                       |  |
|                        |                     | Iolanda di Coucy        | Agnese di Hainaut        |  |  |       |  |  |                     |  |  |                       |  |
| Yolanda di Dreux       |                     | Iolanda di Coucy        |                          |  |  |       |  |  |                     |  |  |                       |  |
|                        |                     | Tommaso di Saint-Valéry | Bernardo di Saint-Valéry |  |  |       |  |  |                     |  |  |                       |  |
|                        |                     | Tommaso di Saint-Valéry | Bernardo di Saint-Valéry |  |  |       |  |  |                     |  |  |                       |  |
|                        |                     | Tommaso di Saint-Valéry | Anora                    |  |  |       |  |  |                     |  |  |                       |  |
| Aénor di Saint-Valéry  |                     | Tommaso di Saint-Valéry |                          |  |  |       |  |  |                     |  |  |                       |  |
|                        |                     | Adele di Ponthieu       | Giovanni I di Ponthieu   |  |  |       |  |  |                     |  |  |                       |  |
|                        |                     | Adele di Ponthieu       | Giovanni I di Ponthieu   |  |  |       |  |  |                     |  |  |                       |  |
|                        |                     | Adele di Ponthieu       | Beatrice di Saint-Pol    |  |  |       |  |  |                     |  |  |                       |  |
|                        |                     | Adele di Ponthieu       |                          |  |  |       |  |  |                     |  |  |                       |  |

### Fonti primarie
- (LA)  Monumenta Germaniae Historica, Scriptores, tomus V.
- (LA)  Monumenta Germaniae Historica, Scriptores, tomus XXIII.
- (LA)  Monumenta Germaniae Historica, Scriptores, Tomus XXIV.
- (LA)  Matthæi Parisiensis, Monachi Sancti Albani, Chronica Majorar, vol. IV.
- (LA)  Recueil des chartes de l'abbaye de Cluny. Tome 5.
- (LA)  Recueil des historiens des Gaules et de la France. Tome 20.
- (LA, FR)  Recueil des historiens des Gaules et de la France. Tome 21.
- (LA)  Cartulaire du comté de Ponthieu.
- (LA)  Collection des principaux cartulaires du diocèse de Troyes, Volume 1.

### Letteratura storiografica
- Hilda Johnstone, "Francia: gli ultimi Capetingi", cap. XV, vol. VI (Declino dell'impero e del papato e sviluppo degli stati nazionali) della Storia del Mondo Medievale, 1980, pp. 569–607.
- Paul Fournier, "Il regno di Borgogna o d'Arles dal XI al XV secolo", cap. XI, vol. VII (L'autunno del Medioevo e la nascita del mondo moderno) della Storia del Mondo Medievale, 1981, pp. 383–410.
- (FR)  Histoire des ducs de Bourgogne de la race capétienne, tome VI.
- (FR)  Histoire généalogique des ducs de Bourgogne de la maison de France.